# Fukushima Transportation
La Fukushima Transportation (福島交通?, Fukushima Kōtsū) è una compagnia di trasporti ferroviari giapponese e in autobus con sede nella città di Fukushima, prefettura di Fukushima.
Gestisce la linea ferroviaria Iizaka e un'ampia rete di autobus, che serve principalmente la zona di Nakadōri e la parte settentrionale delle regioni di Hamadōri. Dal 2008 è di proprietà della Michinori Holdings.

## Storia
Il primo predecessore della società è sta il Tram Shintatsu (信達軌道?, Shintatsu Kidō), fondato nel 1907. La società aprì linee che collegavano Fukushima a Iizaka e Date e nel 1908 fu fusa, insieme a varie altre ferrovie regionali, sotto la neonata Dainippon Tramway (大日本軌道?, Dainippon Kidō).
Nel 1917 il Tram Shintatsu si riformò come una nuova società e nel gennaio dell'anno seguente prese il controllo della filiale di Fukushima della Dainippon Tramway. La rete ferroviaria fu poi ulteriormente ampliata per includere Koori e Matsukawa.
Nel 1926 il nome della compagnia fu cambiato in Ferrovia Elettrica Fukushima (福島電気鉄道?, Fukushima Denki Tetsudō) e nel 1927 si fuse con la Ferrovia Iizaka (飯坂電車?, Iizaka Densha). Come risultato della fusione, i binari che portavano direttamente dalla stazione di Fukushima a Iizaka furono ribattezzati Linea Iizaka.
Nel 1931 iniziò il servizio di autobus tra Fukushima e Fujita che in seguito ampliò con diverse altre linee di autobus in tutta l'area.
Nel 1962 la compagnia fu rinominata Fukushima Transportation.
L'azienda si espanse rapidamente negli anni '70 gestendo società collegate come il parco divertimenti Nasu Royal Center, altre attività ricreative, immobiliari, trasporti e produzione di sakè.
Negli anni '80 l'azienda finì per contrarre enormi debiti, quindi si fuse con la sua controllata Fukushima Kōtsū Real Estate che ne ereditò il debito e trasferì la divisione aziendale dei trasporti alla neonata Shin-Fukushima Kōtsū (新福島交通?, Nuova Fukushima Transportation). In seguito venne scorporata e il suo nome cambiato di nuovo in Fukushima Transportation. La Fukushima Kōtsū Real Estate cambiò successivamente il suo nome in F.R.E. e vendette le sue proprietà immobiliari, ma dichiarò fallimento nel 1999.
Nel 2009 furono concordati piani di ristrutturazione con Industrial Growth Platform, Inc (株式会社経営共倉基盤?, Kabushiki-gaisha Keiei Kyōsō Kiban) e Fukushima Transportation divenne una consociata interamente controllata da Michinori Holdings (みちのりホールディングス?), una società holding di proprietà di Industrial Growth Platform.

## Linee ferroviarie
La compagnia gestisce una sola linea ferroviaria
- Linea Iizaka (飯坂線?): Fukushima - Iizaka Onsen (9,2 km,	12 stazioni)

## Materiale rotabile
A partire dal 2017, 14 ex vagoni della serie Tokyu 1000 sono stati consegnati a Fukushima Transportation per l'uso sulla linea Iizaka, mentre il servizio degli ex vagoni della serie Tokyu 7000 iniziato nel 1991 è terminato nel 2019.

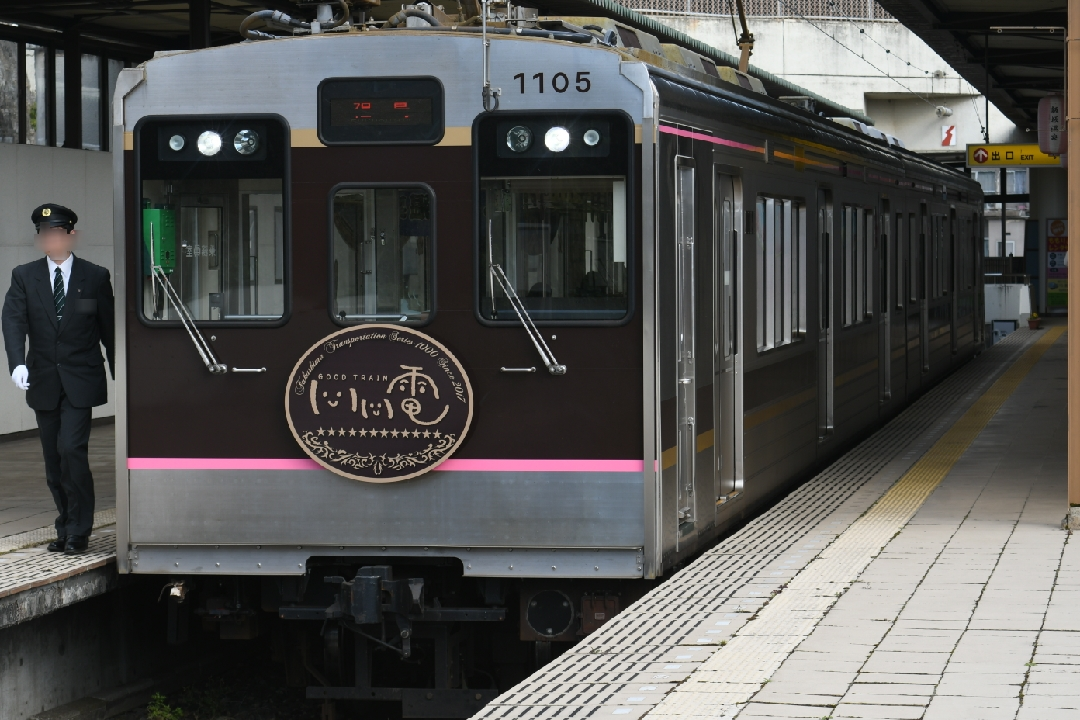
Serie 1000 (ex-Tokyu serie 1000)
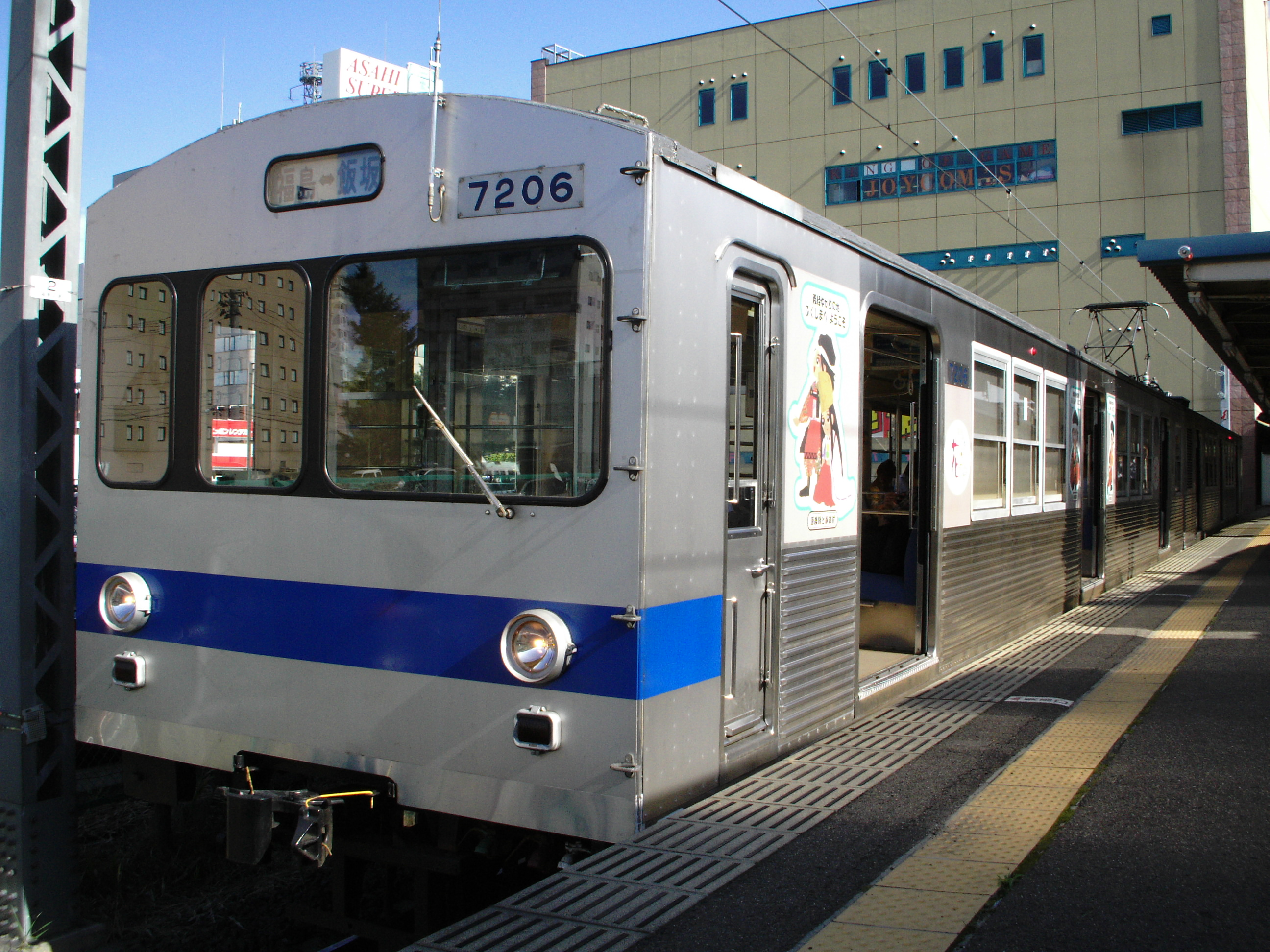
Serie 7000 (ex-Tokyu serie 7000)